# Верхненикольское (Воронежская область)
Верхненикольское — село в Хохольском районе Воронежской области России.
Входит в состав Хохольского городского поселения.

## География
В селе имеются две улицы — Васильева и Свердлова, а также один переулок — Молодежный.

## История
Село возникло в первой половине XIX века и было основано переселенцами из соседнего села Староникольского. Первоначально называлось Никольский Верхний выселок.

## Население
| 1859 | 2010 |
| ---- | ---- |
| 934  | ↘83  |

### Известные люди
В селе родился Князев, Михаил Тихонович — Герой Советского Союза.